# Mohammadhossein Askari Mohammadian
Mohammadhossein Askari Mohammadian  (en persa: محمدحسین محمدیان‎; Provincia de Mazandarán, 19 de agosto de 1992), es un luchador iraní de lucha libre. Consiguió una medalla de bronce en campeonato mundial de 2014. Ganó un oro en Campeonato Asiático de 2015. Primero en la Copa del Mundo en 2015. Tercero en la Universiada de 2013. Es el hijo de Askari Mohammadian, exluchador olímpico de 1988 y 1992.